# Lumateperona
La lumateperona es un medicamento utilizado para tratar la esquizofrenia. Se toma por vía oral.
Los efectos secundarios comunes incluyen somnolencia y xerostomía. Otros efectos secundarios pueden incluir síndrome neuroléptico maligno, discinesia tardía, diabetes, aumento de peso, leucopenia, convulsiones y falta de coordinación. Aumenta el riesgo de muerte en personas mayores con demencia. Pertenece al grupo de los antipsicóticos atípicos.